# Ubara-Tutu

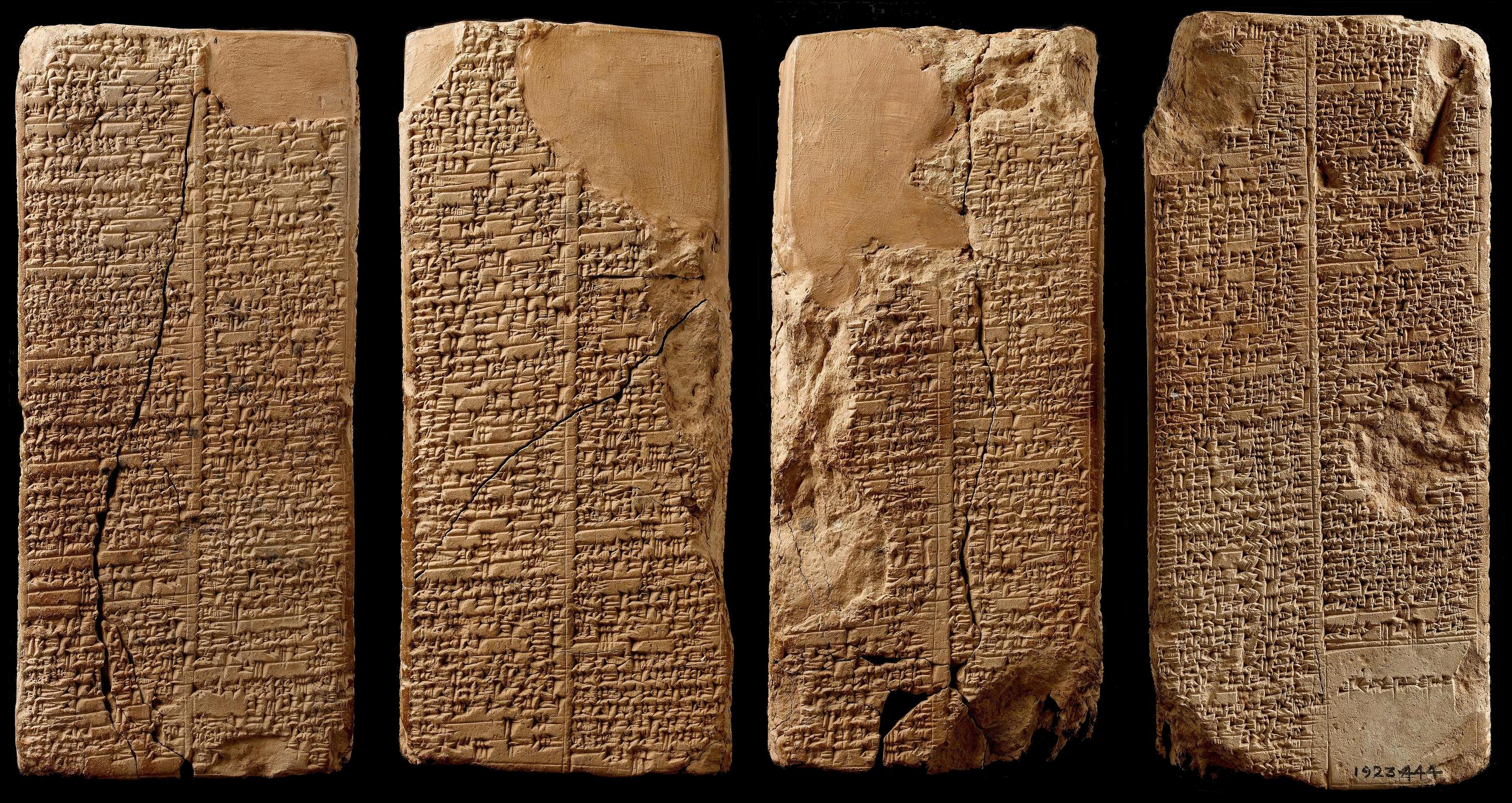
Tablillas de arcilla con la Lista Real Sumeria, un registro cuneiforme de los reyes de Sumer que incluye a figuras míticas como Ubara-Tutu, el último rey predinástico antes del Diluvio. Fechada en el segundo milenio a. C., esta lista combina historia y mitología, proporcionando un contexto sobre la sucesión de monarcas en la antigua Mesopotamia.

Ubara-tutu (ó Ubartutu) de Shuruppak fue el último rey predinástico de Sumer. Ubara-tutu vivió hasta que el Diluvio universal barrió la tierra, como Lamec, el padre de Noé.
Después del Diluvio, la monarquía fue restablecida en la ciudad norteña de Kish, según la Lista Real Sumeria.